# Etnografia
A etnografia (do grego έθνος, ethno - nação, povo e γράφειν, graphein - escrever) é o método utilizado pela antropologia na coleta de dados. Baseia-se no contato inter-subjetivo entre o antropólogo e o seu objeto, seja ele uma aldeia indígena ou qualquer outro grupo social sob o qual o recorte analítico será feito. A base de uma pesquisa etnográfica é o trabalho de campo. Neste caso, este trabalho de campo se dá por meio do contato intenso e prolongado (que pode durar até mesmo mais de um ano) do pesquisador com a cultura do grupo para descobrir como se organiza seu sistema de significados culturais. O etnógrafo pode ser considerado um instrumento humano. Com um problema de pesquisa, uma teoria de interação ou de comportamento social e uma variedade de guias conceituais em mente, o etnógrafo se envereda em uma cultura ou situação social para explorar, coletar e analisar dados. O trabalho de campo, de muitas formas, é mais complicado que um estudo de laboratório, mas também pode ser muito compensador.
Bronislaw Malinowski, na introdução de seu clássico estudo Os Argonautas do Pacífico Ocidental (publicado em 1922), marcou a história da antropologia moderna ao propor uma nova forma de etnografia, envolvendo  detalhada e atenta observação participante, apesar de Malinowski nunca ter utilizado a expressão. Sob sua trilha vieram outras etnografias clássicas, como Naven de Gregory Bateson,  Nós, os Tikopia de Raymond Firth. Principalmente a partir da antropologia interpretativa ou pós-moderna, autores como James Clifford, Clifford Geertz e George Marcus, com sua antropologia multi-situada (ou multi-localizada) passaram a discutir o papel político, literário e ideológico da antropologia e de sua escrita, em esforços verdadeiramente metalingüísticos e intertextuais. Exemplos famosos de Etnografias contemporâneas são Xamanismo, Colonialismo e o Homem Selvagem, de Michael Taussig e Os Araweté: Os Deuses Canibais de Eduardo Viveiros de Castro.
Além da antropologia, métodos da pesquisa etnográfica são utilizados por diferenças áreas, como sociologia, psicologia e até mesmo design. Mais recentemente, grandes empresas, ao tentarem entender realmente melhor seus clientes, começaram a usar pesquisas etnográficas. A Microsoft é um dos maiores empregadores de etnógrafos.
Os estudos etnográficos são técnicas, proveniente das disciplinas de Antropologia Social, que consiste no estudo de um objecto por vivência directa da realidade onde este se insere. Estes estudos têm mostrado que o trabalho das pessoas é, normalmente, mais rico e complexo do que o descrito pelas definições dos processos e pelos modelos dos sistemas. O principal problema da aplicação deste método é fruto da dificuldade na generalização dos resultados. É um método qualitativo que se insere na corrente filosófica do Interpretivismo.
Etnografia (do grego ἔθνος ethnos "povo, povo, nação" e γράφω grapho "eu escrevo") é um ramo da antropologia e o estudo sistemático de culturas individuais. A etnografia explora os fenômenos culturais do ponto de vista do sujeito do estudo. A etnografia também é um tipo de pesquisa social que envolve examinar o comportamento dos participantes em uma determinada situação social e compreender a própria interpretação dos membros do grupo sobre tal comportamento.
Como uma forma de investigação, a etnografia depende muito da observação participante – do pesquisador que participa do cenário ou das pessoas que estão sendo estudadas, pelo menos em algum papel marginal, e procura documentar, em detalhes, padrões de interação social e as perspectivas de participantes e compreendê-los em seus contextos locais. Teve sua origem na antropologia social e cultural no início do século XX, mas se espalhou para outras disciplinas das ciências sociais, notadamente a sociologia, ao longo desse século. Os etnógrafos usam principalmente métodos qualitativos , embora também possam empregar dados quantitativos. A etnografia típica é um estudo holístico e, portanto, inclui uma breve história e uma análise do terreno, do clima e do habitat. Uma ampla gama de grupos e organizações tem sido estudada por este método, incluindo comunidades tradicionais, gangues juvenis, cultos religiosos e organizações de vários tipos. Enquanto, tradicionalmente, a etnografia se baseava na presença física do pesquisador em um cenário, há pesquisas usando o rótulo que se baseou em entrevistas ou documentos, às vezes para investigar eventos no passado, como o desastre do NASA Challenger. Há também uma quantidade considerável de etnografia 'virtual' ou online, às vezes rotulada como netnografia ou ciberetnografia.

## Origem
Gerhard Friedrich Müller desenvolveu o conceito de etnografia como uma disciplina separada enquanto participava da Segunda Expedição à Kamchatka (1733-1743) como professor de história e geografia. Enquanto envolvido na expedição, ele diferenciou Völker-Beschreibung (Descrição dos Povos) como uma área distinta de estudo. Isso ficou conhecido como "etnografia", após a introdução do neologismo grego etnographia por Johann Friedrich Schöpperlin e a variante alemã por A.F. Thilo em 1767. August Ludwig von Schlözer e Christoph Wilhelm Jacob Gatterer da Universidade de Göttingen introduziu o termo no discurso acadêmico na tentativa de reformar a compreensão contemporânea da história mundial. Heródoto, conhecido como o Pai da História, teve trabalhos significativos sobre as culturas de vários povos além do reino helênico, como os cita, que lhe valeram o título de "filobárbaro", e pode-se dizer que produziu os primeiros trabalhos de etnografia.
A etnografia tem origem na Antropologia Social, um dos quatro campos da Antropologia, que surgiu da necessidade de compreender as relações socioculturais, os comportamentos, ritos, técnicas, saberes e práticas das sociedades até então desconhecidas, e que tem vindo a ser adaptada a problemas comuns da actualidade. Os antropólogos, normalmente, têm a tarefa de estudar culturas que são completamente diferentes das sociedades nas quais eles vivem, estudar as diferenças entre as suas experiências e costumes, assim como entender como esta funciona. Ou seja, têm o objectivo de a compreender do ponto de vista das pessoas que nela vivem.
Este estudo por observação é necessário porque parte do comportamento das pessoas é baseado em conhecimento não-falado, o conhecimento tácito. Assim, não é suficiente fazer perguntas, é necessário observar o que as pessoas fazem, as ferramentas que utilizam e como se relacionam entre si. É importante não repetir os erros cometidos ao longo da história provenientes de incompreensões de culturas estudadas. Por exemplo, as primeiras pessoas a contatar com culturas desconhecidas, tais como comerciantes, exploradores ou missionários, por diversas vezes realizaram interpretações incorretas sobre os povos nativos que resultaram em graves problemas, nomeadamente conflitos armados. Por isso mesmo, actualmente os etnógrafos tentam evitar este tipo de problemas assumindo todas as conclusões iniciais como susceptíveis de incorrecções, explicitando claramente todas as suposições, examinando-as e questionando-as durante toda a investigação.
Todo o conhecimento relevante que é necessário extrair é então totalmente resultado do contato prolongado com as pessoas no seu ambiente natural, partindo para este estudo com um planejamento mínimo. A linguagem da cultura em questão deve também ser correctamente estudada, é necessário entender todos os termos utilizados e a forma como estes se relacionam, procurando assim evitar distorcer o seu significado. Também a abordagem a todos os objetos e documentos utilizados pelas pessoas deve ser extremamente cuidada. É importante observar como a utilização destas ferramentas é feita para atingir os objetivos pretendidos e não apenas classificá-las com base nas suas propriedades físicas ou outras.

## Relação entre etnografia e engenharia de requisitos

### Quanto ao método
A abordagem etnográfica e a identificação de requisitos têm muito em comum. Ambas têm o objectivo de entender uma cultura não familiar, todo o conhecimento, técnicas e práticas que a constituem, de forma a traduzi-las de maneira a que possa ser entendida e usada por outros. Tal como o etnógrafo, o engenheiro de requisitos tem a necessidade de documentar o domínio do sistema e a sua relação com a actividade de cada pessoa envolvida no seu funcionamento.
Para que se consiga extrair o máximo de conhecimento possível das pessoas, deve-se comunicar com estas utilizando a sua própria linguagem e não uma linguagem técnica de engenharia de software que é incompreensível e intimidadora para a maioria delas. Posteriormente, a equipa de desenvolvimento deve ser capaz de usar todos os dados obtidos para que possa desenvolver o produto realmente apropriado, correspondente com a informação recolhida, que se adapte completamente às necessidades dos utilizadores e seja perfeitamente integrado no seu ambiente.[carece de fontes?]
As pesquisas que se efectuam com o objectivo de realizar estes estudos resultam numa grande quantidade de informação, através de apontamentos, gravações de áudio e vídeo e um conjunto de objectos que fazem parte das culturas, que deverá ser gerida com toda a atenção para que a sua análise e processamento não se prolongue excessivamente. Um estudo etnográfico requer muito mais tempo do que as técnicas de identificação de requisitos mais comuns, como as entrevistas, logo todos os recursos financeiros e temporais, muitas vezes difíceis de obter, que o suportam devem ser utilizados da forma mais optimizada possível.[carece de fontes?]

### Quanto aos princípios
Em 1993, Blomberg argumentou que os engenheiros de software:
- criam ferramentas para processos de trabalho dos quais pouco conhecem;
- devem adquirir uma visão adequada do mundo e não apenas confiar nas suas próprias experiências e imaginação;
- extrair um conhecimento completo das práticas de trabalho para explorar e consolidar a relação entre as tarefas e a tecnologia.

Desta forma, para orientar a actividade etnográfica apresentou os seguintes quatro princípios:
- Encontro inicial – passar algumas horas no ambiente onde os processos ocorrem para estudar as pessoas nas suas atividades diárias;
- Holismo – crença que os comportamentos apenas podem ser entendidos no contexto em que ocorrem;
- Descrição e não prescrição – descrever como as pessoas se comportam realmente e não como se deveriam comportar;
- Ponto de vista dos participantes - descrever os comportamentos de forma relevante para os participantes do estudo.

Estes princípios implicam que os engenheiros de requisitos devem capturar toda a estrutura social que constitui a atividade e não devem predefinir qualquer estrutura conceptual.
O trabalho é uma atividade socialmente organizada, onde muitas vezes o comportamento real difere da forma como é descrito por quem o faz, e dessa forma é importante confiar tanto nas entrevistas quanto nas observações diárias das pessoas no próprio local de trabalho onde a tecnologia deverá ser inserida.

### Quanto às diretrizes
Em 1995, um grupo de autores publicaram um conjunto de diretrizes com o objectivo de orientar as equipas de desenvolvimento a realizar, de forma correta e completa, todo o processo de identificação de requisitos através de estudos etnográficos.
Estas diretrizes estão divididas em quatro conjuntos cada um deles respeitante a uma das fases deste processo (preparação, estudo, análise e especificação) que são descritos de seguida.

#### Preparação
Uma preparação adequada do processo de identificação de requisitos é fundamental para o sucesso do mesmo. Assim sendo, a directriz para esta fase inclui os seguintes pontos:
- Entender a política organizacional e a cultura de trabalho;
- Familiarizar-se com o sistema e a sua história;
- Estabelecer objectivos iniciais e elaborar questões;
- Obter acesso e permissão para realizar entrevistas e observações.

#### Estudo
É a principal fase do processo de identificação de requisitos, onde se realiza o contacto directo com os stakeholders do sistema a desenvolver. Esta directriz é constituída por:
- Estabelecer empatias com administradores e utilizadores do sistema;
- Realizar observações e entrevistas aos utilizadores do sistema no seu ambiente de trabalho;
- Recolher dados objectivos e subjectivos de modo quantitativo e qualitativo;
- Seguir todas as pistas que surjam durante as visitas;
- Registar todas as visitas.

#### Análise
Esta fase permite extrair conclusões do estudo já efectuado e, dessa forma, realizar melhoramentos durante todo o processo de identificação de requisitos. Aqui pode incluir-se:
- Compilar todos os dados recolhidos numa base de dados;
- Quantificar os dados e realizar estatísticas;
- Filtrar e interpretar os dados;
- Redefinir os objectivos e o processo utilizado.

#### Especificação
Por fim, há que documentar a informação recolhida e para esta directriz podemos considerar os seguintes dois itens:
- Ter em conta os diversos públicos alvo e objectivos existentes;
- Elaborar um relatório e apresentar as conclusões do estudo.

Por fim, apesar de não ter sido mencionada pelos autores, é uma boa prática realizar, ao longo de todo o processo de identificação de requisitos, sessões de crítica por parte de elementos externos ao projecto.

## Técnicas e Formas

### Etnografia digital
A etnografia digital também é vista como etnografia virtual. Esse tipo de etnografia não é tão típico quanto a etnografia registrada a caneta e lápis. A etnografia digital permite muito mais oportunidades de olhar para diferentes culturas e sociedades. A etnografia tradicional pode usar vídeos ou imagens, mas a etnografia digital é mais aprofundada. Por exemplo, etnógrafos digitais usariam plataformas de mídia social como Twitter ou blogs para que as interações e comportamentos das pessoas pudessem ser estudados. Os desenvolvimentos modernos em poder de computação e IA permitiram maior eficiência na coleta de dados etnográficos por meio de multimídia e análise computacional usando aprendizado de máquina para corroborar muitas fontes de dados para produzir uma saída refinada para vários propósitos. Um exemplo moderno dessa tecnologia em aplicação é o uso de áudio capturado em dispositivos inteligentes, transcritos para emitir anúncios direcionados (geralmente reconciliados versus outros metadados ou dados de desenvolvimento de produtos para designers. A etnografia digital vem com seu próprio conjunto de princípios éticos e são frequentemente usadas as diretrizes éticas da Associação de Pesquisadores da Internet. O artigo de Gabriele de Seta "Três mentiras da etnografia digital" explora algumas das questões metodológicas mais centrais para uma abordagem especificamente etnográfica aos estudos da Internet, com base no texto clássico de Fine.

### Etnografia relacional
A maioria das etnografias ocorre em locais específicos onde o observador pode observar instâncias (ou categoria de análise) específicas que se relacionam com o tema envolvido. A Etnografia Relacional articula campos de estudo em vez de lugares ou processos em vez de pessoas processadas. Ou seja, a etnografia relacional não toma um objeto nem um grupo delimitado que é definido por seus membros com características sociais compartilhadas nem um local específico que é delimitado pelos limites de uma determinada área. Mas sim os processos que envolvem configurações de relações entre diferentes agentes ou instituições.

### Etnografia multiespécies
A etnografia multiespécies, em particular, concentra-se em participantes não humanos e humanos dentro de um grupo ou cultura, em oposição a apenas participantes humanos na etnografia tradicional. Uma etnografia multiespécies, em comparação com outras formas de etnografia, estuda espécies que estão ligadas às pessoas e à nossa vida social. As espécies afetam e são afetadas pela cultura, economia e política.

## Características da pesquisa etnográfica
Segundo Dewan (2018), o pesquisador não busca generalizar os achados; em vez disso, eles estão considerando isso em referência ao contexto da situação. Nesse sentido, a melhor maneira de integrar a etnografia em uma pesquisa quantitativa seria usá-la para descobrir e descobrir relações e, em seguida, usar os dados resultantes para testar e explicar as suposições empíricas. Na etnografia, o pesquisador reúne o que está disponível, o que é normal, o que é que as pessoas fazem, o que dizem e como trabalham. A etnografia também pode ser usada em outras estruturas metodológicas, por exemplo, um programa de estudo de pesquisa-ação onde um dos objetivos é mudar e melhorar a situação.

## Métodos de coleta de dados
De acordo com John Brewer, um importante cientista social, os métodos de coleta de dados destinam-se a capturar os "significados sociais e atividades comuns" de pessoas (informantes) em "configurações que ocorrem naturalmente" que são comumente chamadas de "o campo." O objetivo é coletar dados de tal forma que o pesquisador imponha uma quantidade mínima de viés pessoal nos dados. Vários métodos de coleta de dados podem ser empregados para facilitar um relacionamento que permita um retrato mais pessoal e profundo dos informantes e de sua comunidade. Estes podem incluir observação participante, notas de campo, entrevistas e pesquisas.
As entrevistas são muitas vezes gravadas e posteriormente transcritas, permitindo que a entrevista prossiga sem prejuízo de anotações, mas com todas as informações disponíveis posteriormente para análise completa. A pesquisa secundária e a análise de documentos também são usadas para fornecer informações sobre o tópico de pesquisa. No passado, os mapas de parentesco eram comumente usados para "descobrir padrões lógicos e estrutura social em sociedades não ocidentais". No século XXI, a antropologia se concentra mais no estudo de pessoas em ambientes urbanos e o uso de mapas de parentesco raramente é empregado.
Para tornar a coleta e a interpretação dos dados transparentes, os pesquisadores que criam etnografias muitas vezes tentam ser "reflexivos". A reflexividade refere-se ao objetivo do pesquisador "explorar as maneiras pelas quais o envolvimento do pesquisador com um estudo específico influencia, age e informa essa pesquisa". Apesar dessas tentativas de reflexividade, nenhum pesquisador pode ser totalmente imparcial. Esse fator forneceu uma base para criticar a etnografia.
Tradicionalmente, o etnógrafo concentra a atenção em uma comunidade, selecionando informantes conhecedores que conhecem bem as atividades da comunidade. Esses informantes geralmente são solicitados a identificar outros informantes que representam a comunidade, geralmente usando amostragem em bola de neve ou em cadeia. Este processo é muitas vezes eficaz para revelar denominadores culturais comuns ligados ao tema em estudo. A etnografia depende muito da experiência pessoal e próxima. A participação, e não apenas a observação, é uma das chaves desse processo. A etnografia é muito útil na pesquisa social.
Ybema et ai. (2010) examinam os pressupostos ontológicos e epistemológicos subjacentes à etnografia. A pesquisa etnográfica pode ir desde uma perspectiva realista, na qual o comportamento é observado, até uma perspectiva construtivista, onde a compreensão é construída socialmente pelo pesquisador e pelos sujeitos. A pesquisa pode variar de uma explicação objetivista de comportamentos fixos e observáveis a uma narrativa interpretativa que descreve "a interação da agência individual e da estrutura social". Os pesquisadores da teoria crítica abordam "questões de poder dentro das relações pesquisador-pesquisado e as ligações entre conhecimento e poder".
Outra forma de coleta de dados é a da "imagem". A imagem é a projeção que um indivíduo faz sobre um objeto ou ideia abstrata. Uma imagem pode estar contida no mundo físico através da perspectiva de um indivíduo em particular, principalmente com base nas experiências passadas desse indivíduo. Um exemplo de imagem é como um indivíduo vê um romance depois de completá-lo. A entidade física que é o romance contém uma imagem específica na perspectiva do indivíduo que o interpreta e só pode ser expressa pelo indivíduo nos termos de "Eu posso lhe dizer o que é uma imagem dizendo a você como ela se sente". A ideia de imagem depende da imaginação e tem sido vista como sendo utilizada pelas crianças de uma forma muito espontânea e natural. Efetivamente, a ideia da imagem é uma ferramenta primária para os etnógrafos coletarem dados. A imagem apresenta a perspectiva, experiências e influências de um indivíduo como uma entidade única e, consequentemente, o indivíduo sempre conterá essa imagem no grupo em estudo.

## Diferenças entre as disciplinas
O método etnográfico é usado em diversas disciplinas, principalmente por antropólogos/etnólogos, mas também ocasionalmente por sociólogos. Estudos culturais, terapia ocupacional, sociologia, economia, serviço social, educação, design, psicologia, informática, fatores humanos e ergonomia, etnomusicologia, folclorística, estudos religiosos, geografia, história, linguística, estudos da comunicação, estudos da performance, publicidade, pesquisa contábil, enfermagem, planejamento urbano, usabilidade, ciência política, movimento social e criminologia são outros campos que fizeram uso da etnografia.

### Antropologia cultural e social
A antropologia cultural e a antropologia social foram desenvolvidas em torno da pesquisa etnográfica e seus textos canônicos, que são principalmente etnografias: por exemplo, Argonautas do Pacífico Ocidental (1922) por Bronisław Malinowski , Excursão Etnológica em Johore (1875) por Nicholas Miklouho-Maclay, Amadurecimento em Samoa (1928) por Margaret Mead, O Nuer (1940) por EE Evans-Pritchard, Naven (1936, 1958) por Gregory Bateson, ou "O Lele dos Kasai" (1963) por Mary Douglas.
Os antropólogos culturais e sociais hoje valorizam muito a pesquisa etnográfica. A etnografia típica é um documento escrito sobre um determinado povo, quase sempre baseado, pelo menos em parte, em visões êmicas (relativo à descrição e ao estudo de unidades linguísticas em termos da sua função dentro do sistema ao qual pertencem) de onde a cultura começa e termina. Usar os limites da linguagem ou da comunidade para delimitar a etnografia é comum. As etnografias também são às vezes chamadas de "estudos de caso". Os etnógrafos estudam e interpretam a cultura, suas universalidades e suas variações através do estudo etnográfico baseado em trabalho de campo.
Uma etnografia é um tipo específico de ciência observacional escrita que fornece um relato de uma determinada cultura, sociedade ou comunidade. O trabalho de campo geralmente envolve passar um ano ou mais em outra sociedade, conviver com a população local e aprender sobre seus modos de vida. Ruth Fulton Benedict usa exemplos de etnografia em seu trabalho de campo sério que começou em 1922 de Serrano, do Zuni em 1924, do Cochiti em 1925 e do Pina em 1926. Todos sendo pessoas que ela desejava estudar por seus dados antropológicos. As experiências de Benedict com o Povo Zuni devem ser consideradas a base de seu trabalho de campo formativo. A experiência deu-lhe a ideia de produzir a sua teoria da "cultura é personalidade em larga escala" (modell, 1988). Ao estudar a cultura entre os diferentes índios Pueblo e dos Planaltos (Plains).
Uma etnografia típica tenta ser holística e normalmente segue um esboço para incluir uma breve história da cultura em questão, uma análise da geografia física ou do terreno habitado pelas pessoas em estudo, incluindo clima , e muitas vezes incluindo o que os antropólogos biológicos chamam de habitat. Noções populares de botânica e zoologia são apresentadas como etnobotânica e etnozoologia ao lado de referências das ciências formais. A cultura material, a tecnologia e os meios de subsistência são geralmente tratados a seguir, pois estão tipicamente ligados à geografia física e incluem descrições de infraestrutura. O parentesco e a estrutura social (incluindo classificação etária, grupos de pares, gênero, associações voluntárias, clãs, metades e assim por diante, se existirem) são normalmente incluídos. Idiomas falados, dialetos e a história da mudança de idioma são outro grupo de tópicos padrão. Práticas de educação infantil, aculturação e visões êmicas ( relativo à descrição e ao estudo de unidades linguísticas em termos da sua função dentro do sistema ao qual pertencem) sobre personalidade e valores geralmente seguem as seções sobre estrutura social. Ritos, rituais e outras evidências de religião há muito são de interesse e às vezes são centrais para as etnografias, especialmente quando realizadas em público, onde antropólogos visitantes podem vê-los.
À medida que a etnografia se desenvolveu, os antropólogos ficaram mais interessados em aspectos menos tangíveis da cultura, como valores, visão de mundo e o que Clifford Geertz chamou de "ethos" da cultura. Em seu trabalho de campo, Geertz utilizou elementos de uma abordagem fenomenológica, rastreando não apenas as ações das pessoas, mas os próprios elementos culturais. Por exemplo, se dentro de um grupo de pessoas, piscar era um gesto comunicativo, ele procurava primeiro determinar que tipo de coisas uma piscadela poderia significar (pode significar várias coisas). Em seguida, ele procurou determinar em que contextos as piscadelas eram usadas e se, à medida que se movia por uma região, as piscadelas permaneciam significativas da mesma maneira. Dessa forma, as fronteiras culturais da comunicação poderiam ser exploradas, em oposição ao uso de fronteiras linguísticas ou noções sobre a residência. Geertz, embora ainda seguindo algo de um esboço etnográfico tradicional, saiu desse contorno para falar sobre "teias" em vez de "contornos" de cultura.
Dentro da antropologia cultural, existem vários subgêneros de etnografia. A partir dos anos 1950 e início dos anos 1960, os antropólogos começaram a escrever etnografias "bioconfessionais" que expunham intencionalmente a natureza da pesquisa etnográfica. Exemplos famosos incluem Tristes Tropiques (1955) de Lévi-Strauss, The High Valley de Kenneth Read e The Savage and the Innocent de David Maybury-Lewis, bem como o levemente ficcional Return to Laughter de Elenore Smith Bowen (Laura Bohannan).
As etnografias "reflexivas" posteriores refinaram a técnica de traduzir as diferenças culturais ao representar seus efeitos sobre o etnógrafo. Exemplos famosos incluem Deep Play: Notes on a Balinese Cockfight de Clifford Geertz , Reflections on Fieldwork in Morocco de Paul Rabinow, The Headman and I de Jean-Paul Dumont e Tuhami de Vincent Crapanzano. Na década de 1980, a retórica da etnografia foi submetida a intenso escrutínio dentro da disciplina, sob a influência geral da teoria literária e pós-colonial/ pós-estruturalista. Etnografias "experimentais" que revelam o fermento da disciplina incluem Xamanismo, Colonialismo e o Homem Selvagem de Michael Taussig, Debate sobre os Muçulmanos de Michael FJ Fischer e Mehdi Abedi, A Space on the Side of the Road de Kathleen Stewart e Advocacy after Bhopal por Kim Fortun.
Essa virada crítica na antropologia sociocultural em meados da década de 1980 pode ser atribuída à influência do texto agora clássico (e muitas vezes contestado), Writing Culture: The Poetics and Politics of Ethnograph , (1986) editado por James Clifford e George Marcus . A cultura da escrita ajudou a trazer mudanças tanto para a antropologia quanto para a etnografia, muitas vezes descritas em termos de natureza 'pós-moderna', 'reflexiva', 'literária', 'desconstrutiva' ou 'pós-estrutural', na medida em que o texto ajudou a destacar as várias situações políticas que muitos praticantes viam como assoladoras das representações e práticas etnográficas.
Enquanto a antropologia interpretativa de Geertz e Turner reconhecia os sujeitos como atores criativos que construíam seus mundos socioculturais a partir de símbolos, os pós-modernistas tentavam chamar a atenção para o status privilegiado dos próprios etnógrafos. Ou seja, o etnógrafo não pode escapar do ponto de vista pessoal ao criar um relato etnográfico, tornando assim qualquer afirmação de neutralidade objetiva altamente problemática, se não totalmente impossível. Em relação a este último ponto, Writing Culture tornou-se um ponto focal para observar como os etnógrafos podiam descrever diferentes culturas e sociedades sem negar a subjetividade dos indivíduos e grupos estudados, ao mesmo tempo em que o faziam sem reivindicar o conhecimento absoluto e a autoridade objetiva.
Junto com o desenvolvimento de formas experimentais como 'antropologia dialógica', 'etnografia narrativa' e 'etnografia literária', Writing Culture ajudou a encorajar o desenvolvimento de 'etnografia colaborativa'. Esta exploração da relação entre escritor, público e assunto tornou-se um princípio central da prática antropológica e etnográfica contemporânea. Em certos casos, a colaboração ativa entre o(s) pesquisador(es) e o(s) sujeito(s) ajudou a mesclar a prática da colaboração no trabalho de campo etnográfico com o processo de criação do produto etnográfico resultante da pesquisa.

## Sociologia
A sociologia é outro campo que apresenta com destaque as etnografias. São relevantes os debates sobre "A sociologia urbana"  na Clark-Atlanta University e da Escola de Chicago, em particular, associadas à pesquisa etnográfica, com alguns exemplos bem conhecidos sendo The Philadelphia Negro (1899) de WEB Du Bois, Street Corner Society de William Foote Whyte e Black Metropolis por St. Clair Drake e Horace R. Cayton, Jr. As principais influências neste desenvolvimento foram o antropólogo Lloyd Warner, na faculdade de sociologia de Chicago e Robert Park. O interacionismo simbólico desenvolveu-se a partir da mesma tradição e produziu etnografias sociológicas como Shared Fantasy, de Gary Alan Fine, que documenta a história inicial dos RPGs de fantasia. Outras etnografias importantes em sociologia incluem o trabalho de Pierre Bourdieu na Argélia e na França.
A série de etnografias organizacionais de Jaber F. Gubrium focadas nas práticas cotidianas de doença, cuidado e recuperação são notáveis. Eles incluem Living and Dying at Murray Manor, que descreve os mundos sociais de uma casa de repouso; Descrevendo o Cuidado: Imagem e Prática na Reabilitação, que documenta a organização social da subjetividade do paciente em um hospital de reabilitação física; Cuidadores: Tratando Crianças Emocionalmente Perturbadas, que apresenta a construção social dos distúrbios comportamentais em crianças; e Oldtimers e Alzheimer: A Organização Descritiva da Senilidade, que descreve como o movimento da doença de Alzheimer construiu uma nova subjetividade da demência senil e como ela se organiza em um hospital geriátrico. Outra abordagem da etnografia na sociologia vem na forma de etnografia institucional, desenvolvida por Dorothy E. Smith para estudar as relações sociais que estruturam a vida cotidiana das pessoas.
Outras etnografias notáveis incluem Learning to Labour, de Paul Willis, sobre a juventude da classe trabalhadora; o trabalho de Elijah Anderson , Mitchell Duneier e Loïc Wacquant sobre a América negra, e Glimpses of Madrasa From Africa, de Lai Olurode. Mas mesmo que muitos subcampos e perspectivas teóricas dentro da sociologia usem métodos etnográficos, a etnografia não é o sine qua non da disciplina, como é na antropologia cultural.

### Estudos de comunicação
A partir das décadas de 1960 e 1970, os métodos de pesquisa etnográfica começaram a ser amplamente utilizados pelos estudiosos da comunicação. Como o propósito da etnografia é descrever e interpretar os padrões compartilhados e aprendidos de valores, comportamentos, crenças e linguagem de um grupo de compartilhamento de cultura, Harris (1968), também Agar (1980) observa que a etnografia é um processo e um resultado da pesquisa. Estudos como a análise de Gerry Philipsen sobre estratégias de comunicação cultural em um bairro operário da zona sul de Chicago, Speaking 'Like a Man' in Teamsterville, abriram caminho para a expansão da pesquisa etnográfica no estudo da comunicação.
Estudiosos de estudos de comunicação usam métodos de pesquisa etnográfica para analisar comportamentos e fenômenos comunicativos. Isso é frequentemente caracterizado na escrita como tentativas de entender rotinas tidas como certas pelas quais as definições de trabalho são produzidas socialmente. A etnografia como método é um exame minucioso, cuidadoso e sistemático dos mecanismos geradores de realidade da vida cotidiana (Coulon, 1995). O trabalho etnográfico nos estudos da comunicação busca explicar "como" métodos/práticas/performances ordinárias constroem as ações ordinárias utilizadas por pessoas comuns na realização de suas identidades. Isso muitas vezes dá a percepção de tentar responder às perguntas do "por que" e do "como" da comunicação humana. ou estudo de campo , como uma análise dos padrões de fala em uma manifestação de protesto, ou a forma como os bombeiros se comunicam durante o "tempo de inatividade" em um quartel de bombeiros. Como os estudiosos da antropologia, os estudiosos da comunicação muitas vezes mergulham, participam e/ou observam diretamente o grupo social específico que está sendo estudado.

### Outros campos
O antropólogo americano George Spindler foi um pioneiro na aplicação da metodologia etnográfica à sala de aula. Antropólogos como Daniel Miller e Mary Douglas usaram dados etnográficos para responder a questões acadêmicas sobre consumidores e consumo. Nesse sentido, Tony Salvador, Genevieve Bell e Ken Anderson descrevem a etnografia do design como sendo "uma forma de compreender as particularidades da vida cotidiana de forma a aumentar a probabilidade de sucesso de um novo produto ou serviço ou, mais apropriadamente, reduzir a probabilidade de falha especificamente devido à falta de compreensão dos comportamentos básicos e estruturas dos consumidores." O sociólogo Sam Ladner argumenta em seu livro, que entender os consumidores e seus desejos requer uma mudança de "ponto de vista", que só a etnografia oferece. Os resultados são produtos e serviços que respondem às necessidades não atendidas dos consumidores.
As empresas também descobriram que os etnógrafos são úteis para entender como as pessoas usam produtos e serviços. Ao avaliar a experiência do usuário em um ambiente "natural", a etnologia produz insights sobre as aplicações práticas de um produto ou serviço. É uma das melhores maneiras de identificar áreas de atrito e melhorar a experiência geral do usuário. As empresas fazem uso crescente de métodos etnográficos para entender os consumidores e o consumo, ou para o desenvolvimento de novos produtos (como a videoetnografia ). A Práxis Etnográfica na Indústria (EPIC) é prova disso. A abordagem sistemática e holística dos etnógrafos à experiência da vida real é valorizada pelos desenvolvedores de produtos, que usam o método para entender desejos não declarados ou práticas culturais que cercam os produtos. Onde os grupos focais não informam os profissionais de marketing sobre o que as pessoas realmente fazem, a etnografia liga o que as pessoas dizem ao que elas fazem – evitando as armadilhas que surgem ao confiar apenas em dados auto-relatados de grupos focais.

### Avaliando a etnografia
A metodologia etnográfica não costuma ser avaliada do ponto de vista filosófico (como o positivismo e o emocionalismo). Os estudos etnográficos precisam ser avaliados de alguma forma. Nenhum consenso foi desenvolvido sobre os padrões de avaliação, mas Richardson (2000, p. 254)  fornece cinco critérios que os etnógrafos podem achar úteis. A monografia de Jaber F. Gubrium e James A. Holstein (1997), The New Language of Qualitative Method, discute formas de etnografia em termos de sua "conversa de métodos".
1. Contribuição substantiva : "A peça contribui para a nossa compreensão da vida social?".
2. Mérito estético : "Esta peça tem sucesso esteticamente?".
3. Reflexividade : "Como o autor chegou a escrever este texto... Existe autoconsciência e autoexposição adequadas para o leitor fazer julgamentos sobre o ponto de vista?".
4. Impacto : "Isso me afeta? Emocionalmente? Intelectualmente?" Isso me move?.
5. Expressa uma realidade : "Parece 'verdade' - um relato crível de um sentido cultural, social, individual ou comunitário do 'real'?".[25]

## Ética
Gary Alan Fine argumenta que a natureza da investigação etnográfica exige que os pesquisadores se desviem das regras formais e idealistas ou da ética que passaram a ser amplamente aceitas nas abordagens qualitativas e quantitativas da pesquisa. Muitos desses pressupostos éticos estão enraizados em epistemologias positivistas e pós-positivistas que se adaptaram ao longo do tempo, mas são aparentes e devem ser consideradas em todos os paradigmas de pesquisa. Esses dilemas éticos são evidentes ao longo de todo o processo de realização de etnografias, incluindo a concepção, implementação e relato de um estudo etnográfico. Essencialmente, Fine sustenta que os pesquisadores normalmente não são tão éticos quanto afirmam ou supõem ser - e que "cada trabalho inclui maneiras de fazer coisas que seriam inadequadas para os outros saberem".
Fine não está necessariamente culpando os pesquisadores etnográficos, mas tenta mostrar que os pesquisadores muitas vezes fazem reivindicações e padrões éticos idealizados que são inerentemente baseados em verdades parciais e auto-enganos. Fine também reconhece que muitas dessas verdades parciais e auto-enganos são inevitáveis. Ele sustenta que "ilusões" são essenciais para manter uma reputação profissional e evitar consequências potencialmente mais cáusticas. Ele afirma: "Os etnógrafos não podem deixar de mentir, mas mentindo, revelamos verdades que escapam àqueles que não são tão ousados". Com base nessas afirmações, Fine estabelece três agrupamentos conceituais nos quais os dilemas éticos etnográficos podem ser situados: "Virtudes Clássicas", "Habilidades Técnicas" e "Eu Etnográfico". Muito debate em torno da questão da ética surgiu após revelações sobre como o etnógrafo Napoleon Chagnon conduziu seu trabalho de campo etnográfico com o povo Yanomani da América do Sul.
Embora não haja um padrão internacional sobre Ética Etnográfica, muitos antropólogos ocidentais procuram a American Anthropological Association para orientação ao realizar trabalhos etnográficos. Em 2009, a Associação adotou um código de ética, afirmando: Os antropólogos têm "obrigações morais como membros de outros grupos, como a família, religião e comunidade, bem como a profissão".
O código de ética observa que os antropólogos fazem parte de uma rede acadêmica e política mais ampla, bem como do ambiente humano e natural, que precisa ser relatado com respeito. O código de ética reconhece que, às vezes, uma relação muito próxima e pessoal pode desenvolver-se a partir do trabalho etnográfico. A Associação reconhece que o código tem escopo limitado; o trabalho etnográfico às vezes pode ser multidisciplinar, e os antropólogos também precisam estar familiarizados com a ética e as perspectivas de outras disciplinas. O código de ética de oito páginas descreve as considerações éticas para aqueles que realizam Pesquisa, Ensino, Aplicação e Disseminação de Resultados, que são resumidamente descritas abaixo.
- "Realizando Pesquisas" - Ao conduzir pesquisas, os antropólogos precisam estar cientes dos impactos potenciais da pesquisa sobre as pessoas e animais que estudam. Se a busca de novos conhecimentos impactar negativamente as pessoas e os animais que estarão estudando, eles podem não realizar o estudo de acordo com o código de ética.[27][17]
- "Ensinar" - Ao ensinar a disciplina de antropologia, os instrutores são obrigados a informar os alunos sobre os dilemas éticos da realização de etnografias e trabalho de campo.[27][17]
- "Inscrição" - Ao realizar uma etnografia, os antropólogos devem ser "abertos com financiadores, colegas, pessoas estudadas ou fornecendo informações e partes relevantes afetadas pelo trabalho sobre o(s) propósito(s), impactos potenciais e fonte(s) de apoio para o trabalho."[27][17]
- "Divulgação de Resultados" - Ao divulgar os resultados de uma etnografia, "[a] antropólogos têm a obrigação ética de considerar o impacto potencial de suas pesquisas e a comunicação ou divulgação dos resultados de suas pesquisas a todos os envolvidos direta ou indiretamente". Os resultados da pesquisa de etnografias não devem ser negados aos participantes da pesquisa se essa pesquisa estiver sendo observada por outras pessoas.[27][17]

### Virtudes clássicas
São considerados padrões de identificação de um etnógrafo:
- "O etnógrafo gentil" – A maioria dos etnógrafos se apresenta como mais solidário do que eles, o que auxilia no processo de pesquisa, mas também é enganoso. A identidade que apresentamos aos sujeitos é diferente de quem somos em outras circunstâncias.
- "O etnógrafo amigável" - Os etnógrafos operam sob a suposição de que não devem desgostar de ninguém. Quando os etnógrafos descobrem que não gostam intensamente dos indivíduos encontrados na pesquisa, eles podem excluí-los das descobertas.
- "O etnógrafo honesto" – Se os participantes da pesquisa conhecerem os objetivos da pesquisa, suas respostas provavelmente serão distorcidas. Portanto, os etnógrafos muitas vezes escondem o que sabem para aumentar a probabilidade de aceitação pelos participantes.[26]

### Habilidades técnicas
São consideradas habilidades necessárias de um etnógrafo:
- "Precisão" - Os etnógrafos muitas vezes criam a ilusão de que as notas de campo são dados e refletem o que "realmente" aconteceu. Eles se envolvem no oposto do plágio, dando crédito imerecido por meio de interpretações soltas e paráfrases. Pesquisadores usam quase-ficções e as transformam em afirmações de fato. O mais próximo que os etnógrafos podem realmente chegar da realidade é uma verdade aproximada.
- "A observação" – Leitores de etnografia são frequentemente levados a supor que o relato de uma cena está completo – que pouca importância foi perdida. Na realidade, um etnógrafo sempre perderá algum aspecto por falta de onisciência. Tudo está aberto a múltiplas interpretações e mal-entendidos. Como as habilidades dos etnógrafos em observação e coleta de dados variam de acordo com o indivíduo, o que é retratado na etnografia nunca pode ser o quadro completo.
- "Discrição" – Como "participante" da cena, o pesquisador sempre terá um efeito na comunicação que ocorre dentro do local da pesquisa. O grau em que se é um "membro ativo" afeta a extensão em que a compreensão simpática é possível.[26]

### Eu etnográfico
A seguir, são concepções comumente equivocadas de etnógrafos:
- "O Etnógrafo Cândido" – Onde o pesquisador se situa pessoalmente dentro da etnografia é eticamente problemático. Há uma ilusão de que tudo o que foi relatado foi observado pelo pesquisador.
- "O Etnógrafo Casto" – Quando os etnógrafos participam do campo, invariavelmente desenvolvem relações com os sujeitos/participantes da pesquisa. Essas relações às vezes não são consideradas no relato da etnografia, embora possam influenciar os resultados da pesquisa.
- "The Etnógrafo  Justo" - Fine afirma que a objetividade é uma ilusão e que tudo na etnografia é conhecido de uma perspectiva. Portanto, é antiético para um pesquisador relatar imparcialidade nas descobertas.
- "The Etnógrafo Literato" - A representação é um ato de equilíbrio de determinar o que "mostrar" através de linguagem e estilo poético/prosaico, versus o que "contar" por meio de relatórios diretos e "factuais". As habilidades individuais de um etnógrafo influenciam o que parece ser o valor da pesquisa.[28]

De acordo com Norman K. Denzin, os etnógrafos devem considerar os sete princípios a seguir ao observar, registrar e amostrar dados:
1. Os grupos devem combinar significados simbólicos com padrões de interação.
2. Observar o mundo do ponto de vista do sujeito, mantendo a distinção entre as percepções cotidianas e científicas da realidade.
3. Vincule os símbolos do grupo e seus significados com as relações sociais.
4. Registre todo o comportamento.
5. A metodologia deve destacar as fases do processo, mudança e estabilidade.
6. O ato deve ser uma espécie de interacionismo simbólico.
7. Use conceitos que evitem explicações casuais.[17]

## Etnógrafos notáveis 
- Manuel Ancízar Basterra (1812–1882)
- Franz Boas (1858–1942)
- Gregory Bateson (1904-1980)
- Adriaen Cornelissen van der Donck ( c.  1618–1655 )
- Mary Douglas (1921–2007)
- Raymond Firth (1901-2002)
- Leo Frobenius (1873-1938)
- Thor Heyerdahl (1914–2002)
- Zora Neale Hurston (1891-1960)
- Diamond Jenness (1886-1969)
- Mary Kingsley (1862-1900)
- Carobeth Laird (1895-1983)
- Ruth Landes (1908–1991)
- Edmund Leach (1910-1989)
- José Leite de Vasconcelos (1858–1941)
- Claude Lévi-Strauss (1908–2009)
- Bronisław Malinowski (1884-1942)
- David Maybury-Lewis (1929–2007)
- Margaret Mead (1901-1978)
- Nicholas Miklouho-Maclay (1846-1888)
- Gerhard Friedrich Müller (1705-1783)
- Nikolai Nadezhdin (1804-1856)
- Lubor Niederle (1865-1944)
- Dositej Obradović (1739-1811)
- Alexey Okladnikov (1908-)_1981)
- Sergey Oldenburg (1863-1934)
- Edward Sapir (1884–1939)
- August Ludwig von Schlözer (1735-1809)
- James Spradley (1933-1982)
- Jean Briggs (1929–2016)
- Cora Du Bois (1903-1991)
- Lila Abu-Lughod
- Elijah Anderson (nascido em 1943)
- Ruth Behar
- Zuzana Benuskova (nascida em 1960)
- Zalpa Bersanova
- Napoleão Chagnon (1938-2019)
- Veena Das (nascida em 1945)
- Mitchell Duneier
- Kristen R. Ghodsee (nascido em 1970)
- Alice Goffman (nascida 1982)
- Jaber F. Gubrium
- Katrina Karkazis
- Jovan Cvijic
- Richard Price (nascido em 1941)
- Marilyn Strathern (nascido em 1941)
- Barrie Thorne
- Sudhir Venkatesh
- Susan Visvanathan
- Paul Willis